# All-Star 1997 Featuring Frank Thomas
All-Star 1997 Featuring Frank Thomas, également intitulé All-Star Baseball '97, est un jeu vidéo de sport, basé sur le baseball, développé par Iguana Entertainment et édité par Acclaim Entertainment, sorti en 1997 en Amérique du Nord.

## Système de jeu
Le jeu est le premier opus de la série des All-Star Baseball, qui a démarré en 1997. Le jeu, comme son titre l'indique, fait participer Frank Thomas en tant que personnage jouable, et est licencié par la Major League Baseball. Il comprend pas moins de 28 à 30 équipes, des logos et des stades en 3D,. Il comprend également 700 joueurs de la MLB Players Association, dont les mouvements ont été enregistrés par capture de mouvement à l'aide de Frank Thomas et Jon Miller.
All-Star Baseball '97 dispose d'une option d'entrainement à la frappe, ainsi qu'un mode Home Run Derby. Il dispose aussi des modes Exhibition, Season, Playoffs, et All-Star.

## Accueil
IGN attribue au jeu une note de 5 sur 10 (médiocre), fustigeant des graphismes « qui ne le font pas », des personnages « has-been » et un gameplay « qui ne vaut même pas la peine d'être cité. » IGN conclut qu'« avec un gameplay du pauvre et des graphismes en dessous de la moyenne, ce jeu est un renvoi à la première base. » Cependant, GameSpot est un peu plus généreux, et attribue au jeu une note de 6,5 sur 10.